# Aglaiocypris mauiensis
Aglaiocypris mauiensis is een mosselkreeftjessoort uit de familie van de Candonidae. De wetenschappelijke naam van de soort is voor het eerst geldig gepubliceerd in 1991 door Hartmann.